# Wario's Woods
Wario's Woods (ワリオの森 Wario no Mori) es un videojuego de lógica desarrollado y distribuido por Nintendo para Nintendo Entertainment System y Super Nintendo en 1994, y más tarde realizado para Satellaview (BS-X) en 1997. La versión de NES apareció nuevamente en el juego Animal Crossing de GameCube en 2002 y en la Consola Virtual de Wii en 2006.
Wario's Woods es un juego derivado del tetris en relación con la caída de bloques, aunque en este caso lo que caen en vez de bloques son criaturas del bosque y bombas. 
Debido al aumento de popularidad de la Super Nintendo, Wario's Woods fue el último juego realizado para NES licenciado en Norteamérica.

## Versiones del juego

### NES
La versión de Wario's Woods para Nintendo Entertainment System tiene menos características con respecto a sus homólogos de Super Nintendo y Satellaview, teniendo también menor calidad gráfica que estas versiones. El juego no cuenta con un modo "Vs." como del que dispone la SNES. la banda sonora de esta versión también difiere de las otras versiones.
Otras características diferencian esta versión del resto por su mera ausencia en esta versión. El uso de una bomba para destruir criaturas en más de una dirección, llamado "break-fast" en la versión de SNES, no aparece aquí. Algunos otros pequeños cambios también están presentes, como el hecho de no poder levantar ni mover los diamantes en ningún modo, cosa que en la versión de SNES sí que se puede. La conocida "Piedra Picuda", enemigo en muchos juegos de Mario, aquí se muestra como un simple ladrillo de color amarillo con una cara sobre el mismo.
El único modo de juego es para un jugador y en el cual este tendrá que superar diversas fases una tras otra, teniendo que enfrentarse a un jefe cada 10 fases superadas. Cada jefe tiene una cierta cantidad de corazones que solo puede ser reducida eliminando líneas en las que el propio jefe se encuentra. Una vez derrotado a cada uno de los distintos jefes, el jugador puede avanzar hasta la siguiente fase correspondiente, encontrándose Wario en la última fase y siendo éste el último jefe a derrotar.
Esta versión de Wario's Woods es la única que aparece en el sistema de clasificación por edades de ESRB, recibiendo la clasificación "KA" (Kids to Adults), la cual desde entonces está fuera de uso. Más recientemente esta versión ha aparecido en el videojuego Animal Crossing de Nintendo GameCube y en la Consola Virtual de Wii, manteniéndose fiel al formato original sin haberse realizado cambio alguno en ninguno de ellos. Tras su lanzamiento en la Consola Virtual, la clasificación ha sido actualizada en consecuencia y actualmente figura como "E" (Everyone).

### SNES
La versión de Wario's Woods para Super Nintendo fue desarrollado en Norteamérica y Europa con unos gráficos muy mejorados y nuevas características de juego. Junto al modo principal de juego en que se va avanzando por las distintas fases, un nuevo modo "Vs. Com" ofrece disputas contra los distintos jefes al mejor de 5 rondas, resultando cada vez más complicado derrotar a los oponentes y siendo Wario el último de todos ellos. El juego premia a los jugadores más avanzados que han derrotado a Wario en el modo principal con una mayor dificultad. 

### Satellaview
Dos versiones de Wario's Woods fueron realizadas para el sistema Satellaview (BS-X) únicamente en Japón. La primera versión fue emitida una vez entre 1995 y 1996. En ella figuran personalidades con aspecto similar a los del programa de radio japonés Burst of Laughter. El juego fue realizado bajo el nombre de Wario's Woods: Burst of Laughter Version (ワリオの森 爆笑バージョン).
La segunda versión de Wario's Woods en BS-X fue probablemente emitida inicialmente el 26 de abril de 1997, aunque resulta difícil definir una fecha exacta debido a la naturaleza del BS-X. Esta versión fue probablemente emitida nuevamente en octubre de 1997. El título de esta versión es Wario's Woods: Again (ワリオの森 再び, Wario no mori: futatabi) y es muy similar a la que llegó a Super Nintendo a excepción de unas pocas diferencias menores.

### Animal Crossing
En el videojuego Animal Crossing de Nintendo GameCube es posible obtener y jugar a la versión de Wario's Woods que fue realizada inicialmente para NES. Es posible conseguirlo en una isla distante de la ciudad en que se desarrolla la mayor parte del juego o bien simplemente dándole un código secreto al propietario de los almacenes Nook's, Tom Nook.

### Consola Virtual
La versión de Wario's Woods realizada en NES también llegó a la Consola Virtual de Wii, siendo uno de los primeros títulos disponibles en Norteamérica, Australia y Europa. Para poder descargarlo son necesarios 500 Wii Points, siendo una clara emulación de la versión original sin adiciones ni mejoras.

## Juego
Durante el juego el jugador toma el papel de Toad con el objetivo de arrebatar el control del bosque a Wario, quien tiene que organizar las criaturas y las bombas que Wario le lanza. Para conseguirlo, debe hacerlo de tal manera que las bombas estén situadas en filas de 3 o más criaturas del mismo color, ya sean filas en vertical, horizontal o diagonal, y eliminar a todas ellas de las distintas fases. Toad puede coger los diversos objetos de forma individual, de uno en uno, o columnas enteras de múltiples objetos, pudiéndolos llevar de un lado a otro a su antojo. Eliminando 4 o más objetos el jugador consigue algo más de tiempo en el modo de un jugador para conseguir eliminar a todas las criaturas, sumándose en el modo versus una o varias filas más a las que ya tenga el oponente.

### Combos
Los combos están definidos en el juego como la destrucción de una fila en consecución a la destrucción de una fila anterior. Cuando esto ocurre en el modo de un jugador, se consigue más tiempo para poder eliminar a todas las criaturas, consiguiéndose incluso más tiempo que eliminando diversas criaturas en una misma fila. Mientras, cuando se consiguen realizar combos en el modo versus, el oponente recibe una fila de criaturas del mismo color bajando desde lo alto de la pantalla. Por cada fila consecutiva que es eliminada a causa de haber eliminado alguna fila inicial, el oponente recibe una fila de criaturas por cada combo conseguido. Estas filas, al ser de criaturas del mismo color, se eliminan fácilmente con una simple bomba, además de incluir habitualmente algún diamante que al destruirlo se eliminan todas las criaturas de un mismo color.